# Річард Майнерцгаґен
Рі́чард Майнерцгаґен (англ. Richard Henry Meinertzhagen; *3 березня 1878 — †17 червня 1967) — британський орнітолог, паразитолог, авантюрист, полковник британської армії та розвідки, який здобув популярність завдяки розповідям про свої подорожі багатьма регіонами світу.

## Біографія
Майнерцхаген народився в багатій і шанованій британській сім'ї: він був сином німецького іммігранта (родина носила прізвище на честь міста Майнерцхаген у Німеччині), а його мати була британкою, дочкою юриста та онукою члена парламенту. За його словами, він також, можливо, був далеким нащадком Філіпа ІІІ Іспанського.
Найбільшу популярність отримав як натураліст та мисливець, який займався дослідженням дикої природи Африки; саме він привіз до Європи перший екземпляр великої лісової свині, за яким був описаний цей вид, латинська назва якого, Hylochoerus meinertzhageni, дано на честь Майнерцхагена. У період Першої світової війни, під часу служби у складі Королівських африканських стрільців, брав участь у кількох битвах із німецькими військами у Східній Африці, а з 1917 року був британським шпигуном у близькосхідних володіннях Османської імперії.
У 1948—1949 роках супроводжував Філіпа Кленсі в його орнітологічних експедиціях в Африці та західній частині Азії. Помер у віці 89 років.
У 1990-і роки аналіз колекції птахів Майнерцхагена, що зберігається в музеї Уолтера Ротшильда в Трінгу, виявив, що ряд птахів, нібито здобутих Майнерцхагеном, насправді виявилися вкраденими експонатами лондонського музею природознавства, здобутими іншими. У той час як ранні біографії характеризували Майнерцхагена як майстра військової стратегії та шпигунства, пізніші роботи, такі як «Таємниця Майнерцхагена», представляють його як шахрая, який вигадував історії про свої подвиги і припускає, що він також був убивцею.

## Щоденники
Майнерцхаген був плідним автором щоденників і опублікував чотири книги на основі цих щоденників. Однак його Близькосхідний щоденник містить записи, які, цілком ймовірно, є вигаданими, в тому числі про Т. Е. Лоуренса і дещо абсурдну лайку на адресу Адольфа Гітлера. У жовтні 1934 року Майнерцхаген стверджував, що висміяв Гітлера у відповідь на те, що був "спантеличений, коли Гітлер підняв руку в нацистському вітанні і сказав: "Хайль Гітлер".  Після хвилинного роздуму Майнерцхаген каже, що він підняв свою руку в ідентичному вітанні і проголосив: "Хайль Майнерцхаген". Він стверджував, що на зустрічі з Гітлером і Ріббентропом у липні 1939 року носив у кишені пальто заряджений пістолет і був "серйозно стурбований" тим, що не вистрілив, коли у нього була можливість, додавши: "...якщо ця війна спалахне, а я впевнений, що вона спалахне, я буду відчувати себе дуже винуватим у тому, що я не вбив їх обох".